# Jiloeiro
O jiloeiro (antes Solanum gilo, hoje considerada um grupo de cultivares de Solanum aethiopicum) é uma planta herbácea, muito cultivada no Brasil, originária da África Ocidental.
O fruto desta planta, de nome jiló, geralmente confundido com um legume, é famoso pelo gosto amargo, causado pela presença de compostos fenólicos, que podem ser mais ou menos intensos dependendo da cultivar.
O jiló é rico em fibras, vitaminas do complexo B e minerais como ferro, fósforo e cálcio. Além disso, seu consumo contribui para a saúde digestiva, ajudando no funcionamento do intestino e no controle de colesterol. É também conhecido por seu baixo teor calórico, sendo uma boa opção para dietas de emagrecimento.

## Características
É um arbusto ramificado, que pode atingir entre 1 e 2,5 m. de altura. Tem ramos verdes, cilíndricos e alongados, bem como folhas de formato oblongo, recobertas por pêlos, principalmente na lauda inferior. Conta com flores brancas, dispostas de 2 a 3 em pequenos racemos e têm pedúnculo curto.
O jiloeiro adapta-se bem a climas tropicais e subtropicais, sendo uma planta resistente e de fácil cultivo. É tolerante ao calor e a solos de baixa fertilidade, desde que bem drenados. Sua propagação ocorre principalmente por sementes, e o ciclo de cultivo varia entre 90 e 120 dias após o plantio.